# Liparis densa
Liparis densa är en orkidéart som beskrevs av Rudolf Schlechter. Liparis densa ingår i släktet gulyxnen, och familjen orkidéer. Inga underarter finns listade i Catalogue of Life.